# Komuna e Leniasit
Komuna e Leniasit är en kommun i Albanien.   Den ligger i prefekturen Qarku i Elbasanit, i den centrala delen av landet, 80 km sydost om huvudstaden Tirana.
Trakten runt Komuna e Leniasit består i huvudsak av gräsmarker.  Runt Komuna e Leniasit är det ganska tätbefolkat, med 75 invånare per kvadratkilometer.